# 田中淳子
田中 淳子（たなか じゅんこ、1964年7月1日- ）は、会計検査院の検査官。日本放送協会（NHK）のジャーナリスト、NHKメディア総局特別主幹、女性初のNHK海外特派員、海外支局長（シドニー、ワシントン）、上智大学非常勤講師を歴任した。

## 経歴
俳優・田中邦衛の長女として、東京で生まれる。高校時代はアメリカのワシントン州に交換留学生として1年間留学した。また、上智大学在学中にはジョージタウン大学国際関係学部に第一期の上智大学交換留学生として留学していた。私生活では既婚、一児の母である。

### 職歴
- 1988年 NHKに記者として入局。静岡放送局で2年半の勤務後、国際部へ異動[3]。ワシントンDC特派員、国際部サブデスク、横浜放送局を経て再び国際部に配属[3]
- 2006年 NHK初の女性海外支局長としてシドニーに赴任[1]。その後アメリカ合衆国ワシントン支局へ異動
- 2009年6月 報道局取材センター副部長
- 2013年2月 ワシントン支局長（女性初）
- 2016年2月 国際部デスク[3]
- 2016年4月 国際報道2016にキャスターとして出演し広く知られるようになった。
- 2017年6月 国際放送局国際企画部長
- 2020年4月25日 広報局長
- 2022年6月27日 NHKの国際的事業を担う一般財団法人NHKインターナショナルの理事（非常勤）[4]
- 2022年6月29日 NHKの子会社日本国際放送の取締役（非常勤）の一人に就任[5]
- 2022年7月1日 国際放送局長[6]
- 2024年6月1日 メディア総局特別主幹[7]
- 2024年7月 NHK退職
- 2024年9月上智大学非常勤講師（2025年3月退職）
- 2025年3月27日 会計検査院 検査官 に着任[8][9]

### 学歴
- 1988年3月 上智大学外国語学部英語学科卒業
- 2024年3月 放送大学大学院文化科学研究科修士課程修了

## メディア出演・掲載

### テレビ番組 出演
- 国際報道2016（NHK BS1、2016年4月 - 2017年3月） - キャスター[10]

### Web雑誌 連載
- クーリエ・ジャポン連載 - 「NHK『国際報道2016』の現場から」[11]